# تب گرمسیری تورا-سان
تب گرمسیری تورا-سان (انگلیسی: Tora-san's Tropical Fever) یک فیلم کمدی ژاپنی محصول ۱۹۸۰ به کارگردانی یوجی یامادا است. این فیلم بیست و پنجمین فیلم از مجموعه محبوب و طولانی‌مدت اوتوکو وا تسورای یو است.

## خلاصه
لی لی، خواننده سالنی که تورا سان در فیلم شماره یازده (فراموشم نکن تورا-سان، ۱۹۷۳) و فیلم ۱۵ ("ظهور و سقوط تورا-سان، ۱۹۷۵) عاشق او شد. نامه ای به توراسان می‌فرستد و به او اطلاع می‌دهد که او به بیماری سختی مبتلا شده‌است.

## ارزیابی انتقادی
گزارش شده‌است که نویسنده و کارگردان یوجی یامادا «تب استوایی تورا» را مورد علاقه خود در میان فیلم‌های مجموعه «اتوکو وا تسورای یو» می‌داند. جایزه آکادمی فیلم ژاپن به یامادا و یکی از نویسندگان یوشیتاکا آساما جایزه بهترین فیلمنامه را برای این فیلم اهدا کرد. چیکو بایشو نیز جایزه بهترین بازیگر زن را دریافت کرد و کیوشی آتسومی نامزد بهترین بازیگر مرد در مراسم شد. سایت آلمانی زبان molodezhnaja به «تب استوایی تورا» چهار ستاره از پنج ستاره می‌دهد و آن را یکی از برترین‌های این مجموعه می‌داند. استوارت گالبریث چهارم فیلم را «یکی از بهترین‌های مجموعه» قضاوت می‌کند، که «از هر نظر لذت بخش است: خنده دار، غم‌انگیز و درک در مورد طبیعت انسان».